# Duroniella cooperi
Duroniella cooperi är en insektsart som beskrevs av Boris Petrovich Uvarov 1943. Duroniella cooperi ingår i släktet Duroniella och familjen gräshoppor. Inga underarter finns listade i Catalogue of Life.